# Adrian Rusu
Adrian Rusu (n. 3 februarie 1946 – d. 11 noiembrie 2012, București, România) a fost un inginer român, membru corespondent al Academiei Române.
Adrian Rusu a fost profesor universitar, șeful catedrei Dispozitive, Circuite și Aparate Electronice (DCAE) a facultății de Electronică și Telecomunicații din Universitatea „Politehnica” București. 
Născut pe 3 februarie 1946, a absolvit liceul Gh. Șincai din București în anul 1963, iar în anul 1968 devine inginer în electronică și telecomunicații la Institutul Politehnic București. În anul 1975 i se acordă titlul de doctor inginer în electronică pe baza tezei intitulată: "Contribuții la teoria și tehnologia diodelor Schottky din siliciu".
Este ales membru corespondent al Academiei Române, în anul 1994, la secția Știința și Tehnologia Informației.
Activitatea didactică, de peste 30 ani, a profesorului Adrian Rusu se desfășoară în cadrul disciplinelor de Dispozitive și circuite electronice și Modelarea componentelor microelectronice active. Activitatea de cercetare în domeniul dispozitivelor electronice semiconductoare a reușit să împingă frontul cunoașterii în microelectronică prin unele rezultate care sunt referite în lucrările de bază din literatura științifică mondială sau reprezintă subiectul unor brevete de invenții. Dintre acestea se pot remarca: dioda Schottky cu gradient lateral al concentrației de impurități, capacitor variabil electronic, tetroda cu inductie statică, curbele de calcul ale străpungerii capacitorului MOS, optimizarea străpungerii joncțiunilor PN cu electrod de câmp, modele electrice unificate pentru tranzistoare MOS, diode Zener si tranzistoare cu inducție statică.
Principalele coordonate ale activității și operei științifice ale profesorului Adrian Rusu sunt prezentate în continuare:
1. Contribuții fundamentale la teoria structurilor electronice semiconductoare
- Elaborarea unor modele fizice pentru componentele microelectronice active, modele care au fost preluate de literatura științifică mondială: optimizarea tensiunii de străpungere la joncțiunile pn cu poartă și la diodele Schottky, curbele universale ale străpungerii capacitorului MOS, modelul distribuit al tranzistorului MOS, modelul de prim ordin al tranzistorului cu inducție statică.
- Enunțarea unei legi și a unor teoreme ale fenomenelor de conducție electrică neliniară, care fundamentează printr-un punct de vedere unitar toate procesele de conducție din structurile electronice.
- A continuat opera fondatorului școlii de dispozitive electronice și microelectronică românească (acad. Mihai Drăgănescu) prin elaborarea a două volume de autor, bazate pe cercetări științifice originale: Modelarea componentelor microelectronice active, Editura Academiei Române, 1990 (premiul T. Tănăsescu), Conducție electrică neliniară în structuri semiconductoare, Editura Academiei Române, 2000, precum și prin formarea unui mare număr de cadre ca profesor și șef al catedrei de specialitate din Universitatea "Politehnica" București, din anul 1990 până în 2012.

2. Inventarea unor dispozitive electronice și circuite integrate, realizate în calitate de demonstratori, unele introduse în circuitul industrial: 
- Dioda Schottky cu gradient lateral al concentrației de impurități (brevet acordat de România si Germania, utilizat în construcția MONOCIP).
- Circuite integrate bazate pe structuri operaționale MOS cu poartă rezistivă.
- Condensator variabil electronic și metodă de măsurare a timpului de viață al purtătorilor în exces.
- Variante de tranzistoare cu inducție statică cu performanțe crescute în ceea ce privește capabilitatea în tensiune și frecvență.
- Tetroda cu inducție statică.

3. Orientarea învățământului de microelectronică din România (studii graduate, aprofundate, doctorat) 
- Elaborarea planurilor de învățământ pentru secția de microelectronică și direcția de specializare de microsisteme, în calitate de șef de catedră de specialitate (DCAE) la Facultatea de Electronică și Telecomunicații din Universitatea „Politehnica" București.
- Atragerea în învățământ a cercetătorilor de mare valoare și promovarea cadrelor didactice pe bază de criterii de performanță, în calitate de șef de catedră, membru al senatului UPB și membru al consiliului de specialitate al Ministerului Educației (CNATDCU).